# Alex Danson
Alexandra Mary Louise Danson (Southampton, 21 de mayo de 1985), conocida como Alex Danson, es una exjugadora británica de hockey sobre césped.

## Trayectoria
Danson conquistó la medalla de bronce en Londres 2012, al vencer a Nueva Zelanda, en el partido por el tercer puesto y terminó como una de las goleadoras del torneo. En Río 2016 venció a Países Bajos y obtuvo la medalla de oro, por primera vez en la historia de su selección.